# Payer Mountains
Payer Mountains är en bergskedja i Antarktis. Den ligger i den centrala delen av kontinenten. Norge gör anspråk på området.